# Opperste Administratieve Raad van het Noordoosten
De Opperste Administratieve Raad van het Noordoosten (traditioneel Chinees: 東北最高行政委員會; vereenvoudigd Chinees: 东北最高行政委员会; pinyin: Dōngběi Zuìgāo Xíngzhèng Wěiyuánhuì), ook wel het Administratief Comité van het Noordoosten (traditioneel Chinees: 東北行政委員會; vereenvoudigd Chinees: 东北行政委员会; pinyin: Dōngběi Xíngzhèng Wěiyuánhuì), was een marionettenregering opgericht door het Japans Keizerrijk in Mantsjoerije na het Mantsjoerije-incident en de voorloper van de geformaliseerde Staat Mantsjoerije.

## Geschiedenis
Op 16 februari 1932 organiseerde het Japans Keizerlijk Leger de "oprichtingsconferentie" of de "conferentie van de grote vier" met gouverneur van Liaoning Zang Shiyi, commandant van het Provinciale Leger van Kirin Xi Qia, gouverneur van Heilongjiang Zhang Jinghui, en generaal Ma Zhanshan om het Administratief Comité van het Noordoosten op te richten. Tijdens haar tweede vergadering benoemde het Comité de eerstgenoemde vier en Tang Yulin, Ling Sheng en Qimote Semupilei tot voorzitters. Op de 18e vaardigde de Raad een verklaring uit waarin het aankondigde dat "de noordoostelijke provincies volledig onafhankelijk zijn", waarvan alle gebieden in handen zijn van de Raad.
Op 25 februari besliste de Raad over de nieuwe landnaam, de nationale vlag, tijdperknaam en meer. Mantsjoekwo werd formeel opgericht op 1 maart 1932 in Hsinking, en de Raad werd opgeheven.